# 奥滕斯海姆
奥滕斯海姆是奥地利上奥地利州乌尔法尔城郊县的一个市镇。总面积12平方公里，总人口4457人，人口密度371.4人/平方公里（2005年）。